# Воскресенська церковно-парафіяльна школа (Батурин)
Воскресенська церковно-парафіяльна школа — пам'ятка архітектури місцевого значення в Батурині Чернігівської області. Зараз тут розміщується музей археології Батурина .

## Історія
Наказом Міністерства культури і туризму України від 21.10.2011 року № 912/0/16-11 надано статус пам'ятка архітектури місцевого значення з охоронним № 5537-Чр під назвою Воскресенська церковно-парафіяльна школа . Встановлено інформаційну дошку.
Один із 35 об'єктів комплексу Національного історико-культурного заповідника «Гетьманська столиця».
Церковнопарафіяльну школу з трирічним навчанням відкрили 1897 року при Воскресенський церкві. Спочатку вона розміщувалась у приватному будинку, який орендувався за 35 крб. на рік. Відомо, що у 1899 р. тут навчалася 21 дитина.

## Опис

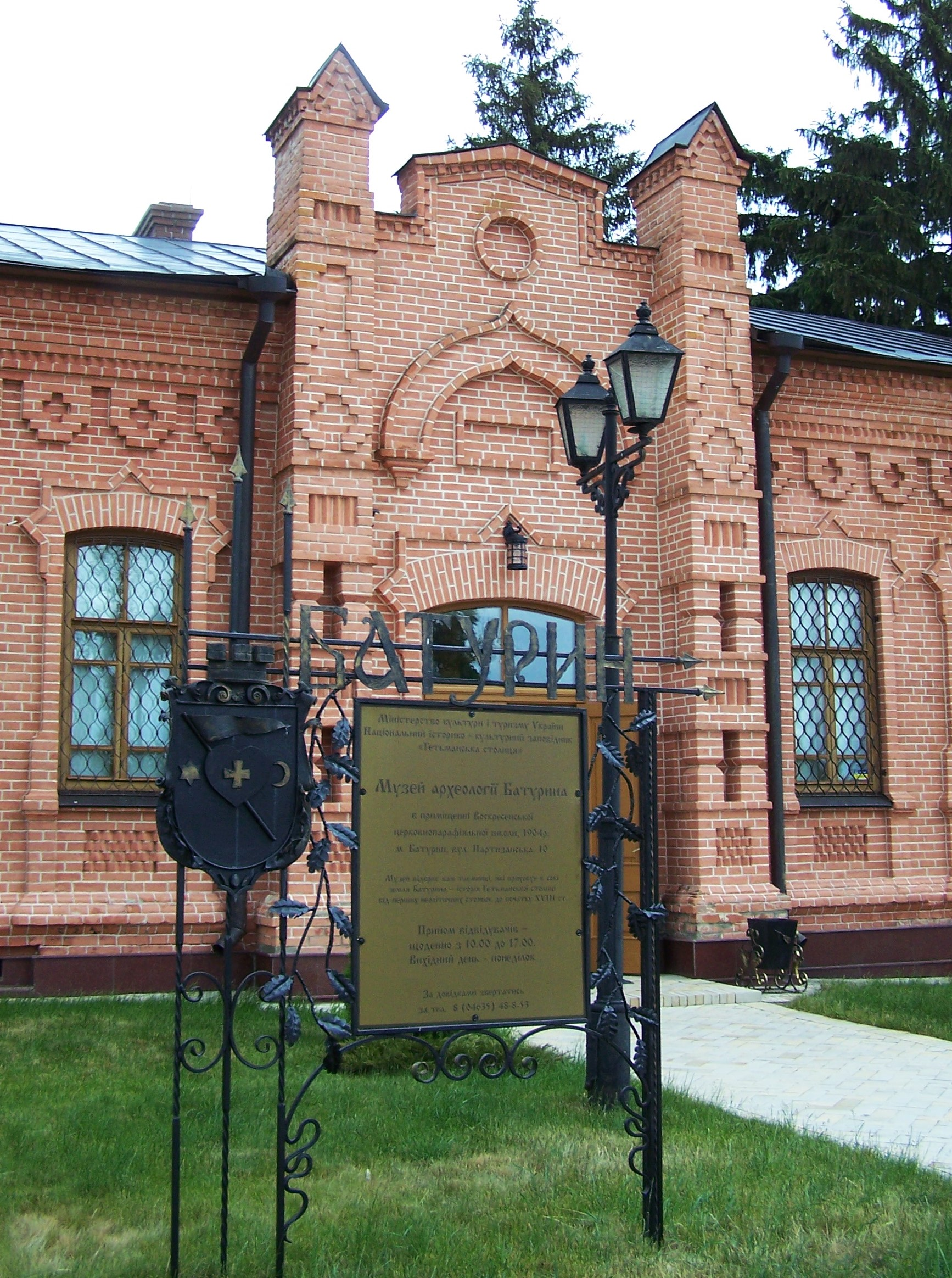
Музей археології Батурина в приміщенні церковно-парафіяльної школи

Воскресенська церковно-парафіяльна школа була побудована в період 1897—1904 років. Вона функціонувала при Воскресенській церкві.
Кам'яний, одноповерховий, прямокутний у плані будинок, з чотирисхилим дахом. У декорі фасадів використано орнаментальну цегляну кладку. Вхід прикрашений квадратними напівколонами, які завершуються пінаклями, між якими фронтон.
22 січня 2009 року в будівлі школи було відкрито музей археології Батурина в День соборності України, Президентом України Віктором Ющенком.